# Lydia Neunhäuserer
Lydia Neunhäuserer (* 23. August 1973) ist eine österreichische Dichterin und Schriftstellerin, die ihre literarischen Arbeiten überwiegend in Mundart verfasst.

## Leben
Lydia Neunhäuserer wuchs in Zell an der Pram auf und besuchte das Gymnasium in Schärding. Sie nahm bereits als Jugendliche an Schreibwerkstätten teil. Nach ihrer Matura absolvierte sie ein freiwilliges soziales Jahr in der Altenbetreuung in Innsbruck und besuchte dann die Akademie für Physiotherapie, wo sie mit Diplom abschloss. Sie übt ihren Beruf derzeit im Krankenhaus in Schärding aus.
Nach weiteren Ausbildungen ist sie freiberuflich als Meditationsleiterin und Pilgerbegleiterin tätig. Sie bietet weiters biofaire Frühstücke, Lachyoga und Atemtraining sowie Lesungen und Kaba-Lesungen an.
Sie schreibt Lyrik in oberösterreichischer Mundart und Schriftsprache, arbeitet aber auch an Märchen und Prosatexten. Neunhäuserer veröffentlicht ihre Arbeiten unter anderem in kirchlichen Zeitschriften und in Anthologien; erste eigene Bücher mit ihren Mundartgedichten erschienen 2007 im Ranshofener Verlag Edition Innsalz und 2009 im Verlag Freya in Linz. Sie ist Mitglied der Gruppe „neue mundart“ in der literarischen Vereinigung Stelzhamerbund.
Neunhäuserer gehört zu den bekannten Vertretern der zeitgenössischen oberösterreichischen Mundartdichtung und -prosa („Neue Mundart“); sie hält unter anderem Mundartlesungen in Bildungshäusern, Kulturzentren und Pfarren und beteiligte sich mehrmals erfolgreich an Literatur- und Gedichtwettbewerben. 2009 wurde sie als Gewinnerin in der Kategorie „Märchen“ mit dem Literaturpreis Lyrik/Prosa/Märchenpreis AKUT ausgezeichnet, der jährlich von der Gemeinde Alberndorf in der Riedmark gemeinsam mit der Linzer Kulturvereinigung Freunde zeitgenössischer Dichtung für Oberösterreich ausgelobt wird.
Lydia Neunhäuserer ist verheiratet, das Paar hat drei Kinder. Die Familie lebt in Zell an der Pram.

## Werke
- Kinderbuch
- Holy und Bud, Eine Geschichte für Groß und Klein über Abschied und den Beginn einer besonderen Freundschaft, Neuzeug, 2010, ISBN 978-3-200-01991-1

Gedichtbände
- Jessas, Maria &  Josef. Mundartgedichte zu Weihnachten. 2. Aufl., Verlag Edition Innsalz, Ranshofen 2007, ISBN 978-3-902616-05-0.
- S’ Weiber-leid. Mundartgedichte. Verlag Freya, Linz 2009, ISBN 978-3-902540-87-4.
- ...und ..., Texte in Mundart und Schriftsprache, Linz, 2012,

Beiträge in Anthologien
- Holy und Bud. (Märchen) In: Welf Ortbauer (Hrsg.): Alberndorfer Anthologie Nr. 3. Verlag Freya, Linz 2010, ISBN 978-3-99025-014-3. (Gesammelte Werke von den Teilnehmern des Literaturwettbewerbs Lyrik/Prosa/Märchenpreis „AKUT 09“.)
- Beitrag in: Alberndorfer Anthologie Nr. 2. Verlag Freya, Linz 2009 (= Reihe treff.text), ISBN 978-3-902540-78-2. (Gesammelte Werke von den Teilnehmern des Literaturwettbewerbs Lyrik/Prosa/Märchenpreis „AKUT 08“.)
- Maria. (Lyrik) In: Bettina Huchler (Hrsg.): Weihnachtsgedicht-Anthologie 2008. 1. Aufl., CAM/Aurora Buchverlag, Berlin 2008, ISBN 978-3-939610-20-5, S. 104. (Sammlung ausgewählter Arbeiten eines Gedichtwettbewerbs.)

Online-Beiträge
- Neijoaskonzert. Auf: Österreichische Dialektplattform mit Mundart-Datenbank. (Online)
- Sterndeita. Auf: Österreichische Dialektplattform mit Mundart-Datenbank. (Online)

## Auszeichnungen
- 2009: Gewinnerin des Alberndorfer Lyrik/Prosa/Märchenpreises „AKUT 09“, Kategorie „Märchen“[5]